# Jacek Wierzbicki
Jacek Wierzbicki (ur. 1958 w Poznaniu) – polski archeolog, doktor habilitowany nauk humanistycznych. Specjalizuje się w archeologii pradziejowej i neolicie. Profesor uczelniany na Wydziale Archeologii Uniwersytetu im. Adama Mickiewicza w Poznaniu, gdzie w latach 2019–2024 pełnił funkcję prodziekana ds. naukowych.
Stopień doktorski uzyskał w 1997 na podstawie pracy pt. Łupawski mikroregion osadniczy ludności kultury pucharów lejkowatych (promotorem była dr hab. Dobrochna Jankowska). Habilitował się w 2014 na podstawie oceny dorobku naukowego i rozprawy pt. Wielka kolonizacja. Społeczności kultury pucharów lejkowatych w dorzeczu środkowej Warty: koniec V-poł. III tys. BC.